# Saint-Privat-des-Prés
Saint-Privat-des-Prés là một xã, nằm ở tỉnh Dordogne vùng Aquitaine của Pháp. Xã này có diện tích 19,63 km², dân số năm 2005 là 552 người. Xã nằm ở khu vực có độ cao trung bình 90 m trên mực nước biển.

## Thông tin nhân khẩu
| Năm    | 1962 | 1968 | 1975 | 1982 | 1990 | 1999 | 2005 |
| ------ | ---- | ---- | ---- | ---- | ---- | ---- | ---- |
| Dân số | 696  | 671  | 687  | 702  | 658  | 619  | 552  |

## Công trình nổi bật
- Lâu đài Mothe
- Lâu đài Saint-Privat-des-Prés